# 25iP-NBOMe
25iP-NBOMe（或称为2C-iP-NBOMe、NBOMe-2C-iP，化学名：“2-(4-异丙基-2,5-二甲氧基苯基)-N-(2-甲氧基苯基)乙胺”）是一种含氮有机化合物，化学式C
21H
29NO
3，是苯乙胺类化合物2C-iP的25-NB类衍生物，能作为人5-HT2A受体的激动剂。